# Karmelici
Karmelici (pełna nazwa po łac. Ordo fratrum Beatae Virginis Mariae de monte Carmel) – katolicki zakon kontemplacyjny Marii Panny z góry Karmel o surowej regule.

## Historia
Początkowo była to grupa pustelników, których siedzibą była góra Karmel koło Hajfy w Palestynie (stąd nazwa). Karmel oznacza „ogród” i od niepamiętnych czasów był miejscem kultu. Ze względu na swoje piękno był podziwiany przez proroka Izajasza (Iz 35,2 – Chwałą Libanu ją obdarzono, ozdobą Karmelu i Saronu) i autora Pieśni nad pieśniami (7,5 – Głowa twoja jak Karmel). Karmel zawdzięcza swą sławę prorokowi Eliaszowi. We wschodniej części wzgórz miała mieć miejsce ofiara kapłanów Baala i ofiara Eliasza. Tradycja związała to wydarzenie ze szczytem al-Muhraqa („ofiara” – 1Krl 18,19-40). Na zachodnim krańcu Karmelu została umiejscowiona scena z deszczem, który Eliasz uprosił po trzech latach suszy (1Krl 18,40-46). Zarówno przez żydów, jak i przez muzułmanów Karmel uważany jest za górę świętą, jak Tabor, Gerizim czy Góra Oliwna.

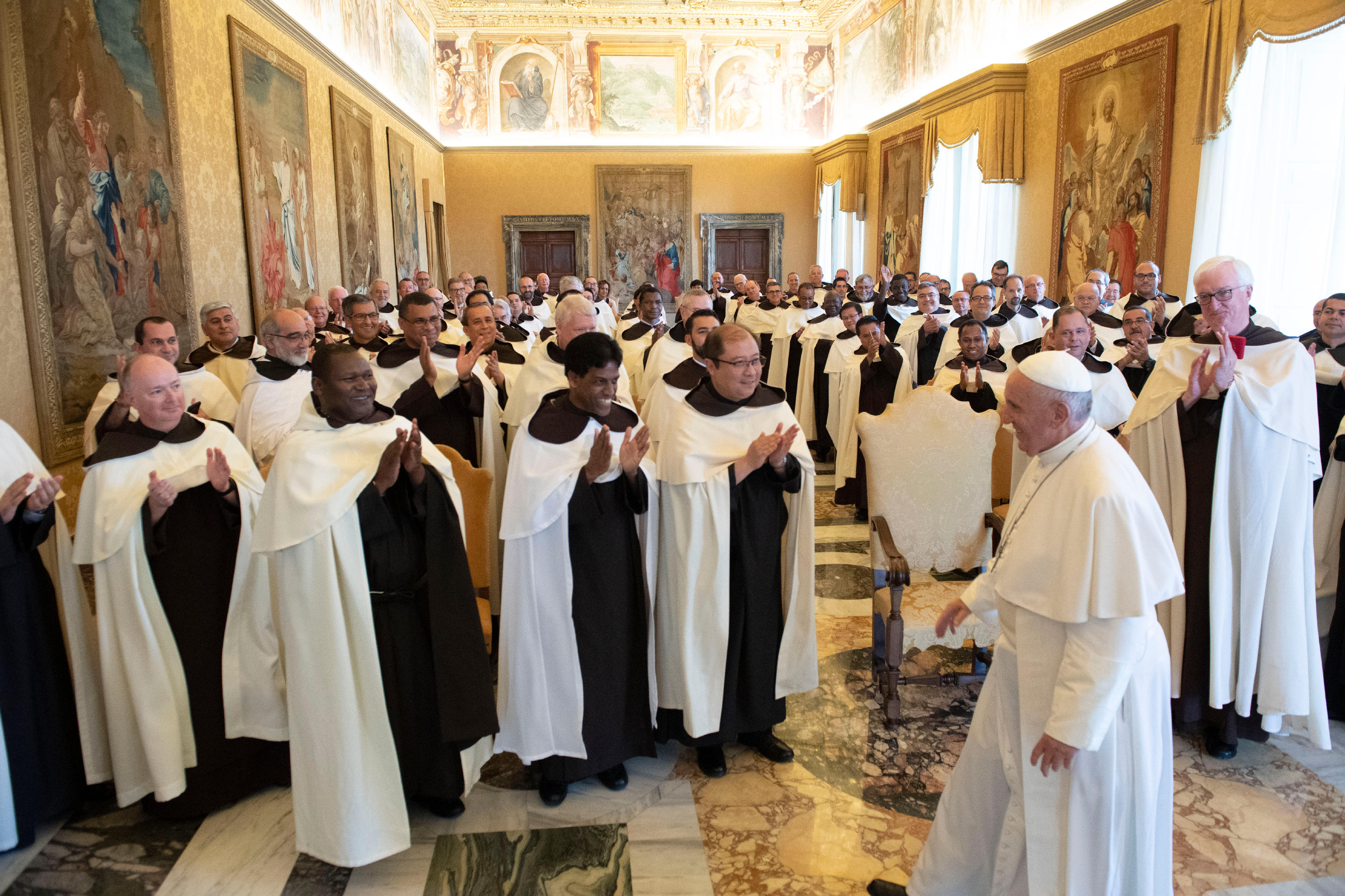
Karmelici podczas Kapituły generalnej, spotkanie z papieżem Franciszkiem, 2019

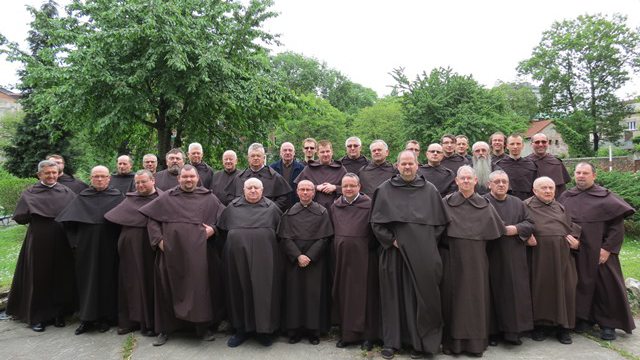
Karmelici Polskiej Prowincji św. Józefa

Tradycja samotnego obcowania z Bogiem na górze Karmel, wzorowana na postaci proroka Eliasza, istniała tam od bardzo dawna, jednak brak jest informacji co do losów ludzi, którzy zdecydowali się na pustelniczy styl życia. Dopiero Jacques de Vitry, biskup Akki w latach 1216–1228 opisuje rozkwit Kościoła łacińskiego w wyniku zdobycia Palestyny następująco: „Pielgrzymi, pełni zbożnego zapału, oraz zakonnicy tłumnie przybywali do Ziemi Świętej, przyciągani przez słodki urok świętych i czcigodnych miejsc” i dodaje: „Święci mężowie wyrzekali się świata i odpowiednio do swych upodobań i życzeń oraz gorliwości religijnej wybierali miejsca zamieszkania stosownie do ich celu i poświęcenia. Niektórzy, szczególnie pociągnięci przykładem Chrystusa Pana, wybierali ową upragnioną pustynię Quarentannę, gdzie Pan Jezus pościł przez 40 dni po swym chrzcie i mieszkali tam jako pustelnicy, odważnie służąc Bogu w swych skromnych celach. Inni, naśladując świętego pustelnika-proroka Eliasza, prowadzili samotne życie na Górze Karmel, a szczególnie w tej jej części, która znajduje się nad miastem Porfiria, dzisiaj zwanym Haifa, w pobliżu źródła Eliasza, w sąsiedztwie zakonu św. Małgorzaty Dziewicy, gdzie w niewielkich grotach, podobnych do przegródek w plastrze miodu, owe pszczółki Boże gromadziły słodki miód duchowy” (Historia Orientalis).
Przełom XII i XIII wieku był okresem wielkich przemian społecznych i duchowych, którym przyświecał nowy ideał bardziej autentycznego i radykalnego naśladowania Jezusa (św. Franciszek, św. Dominik). Był to także okres krucjat – wielkiego zrywu wiary chrześcijan Zachodu – podejmowanych dla odzyskania miejsc świętych, które pozostawały we władaniu muzułmanów od początku VII wieku. Po zdobyciu Jerozolimy wielu przybyszów z Europy zaczęło napływać do Palestyny, a słysząc o świętości Góry Karmel, niektórzy z nich – rycerze, pielgrzymi, pokutnicy – dołączali się do mieszkających tam pustelników dając początki organizacji Zakonu.

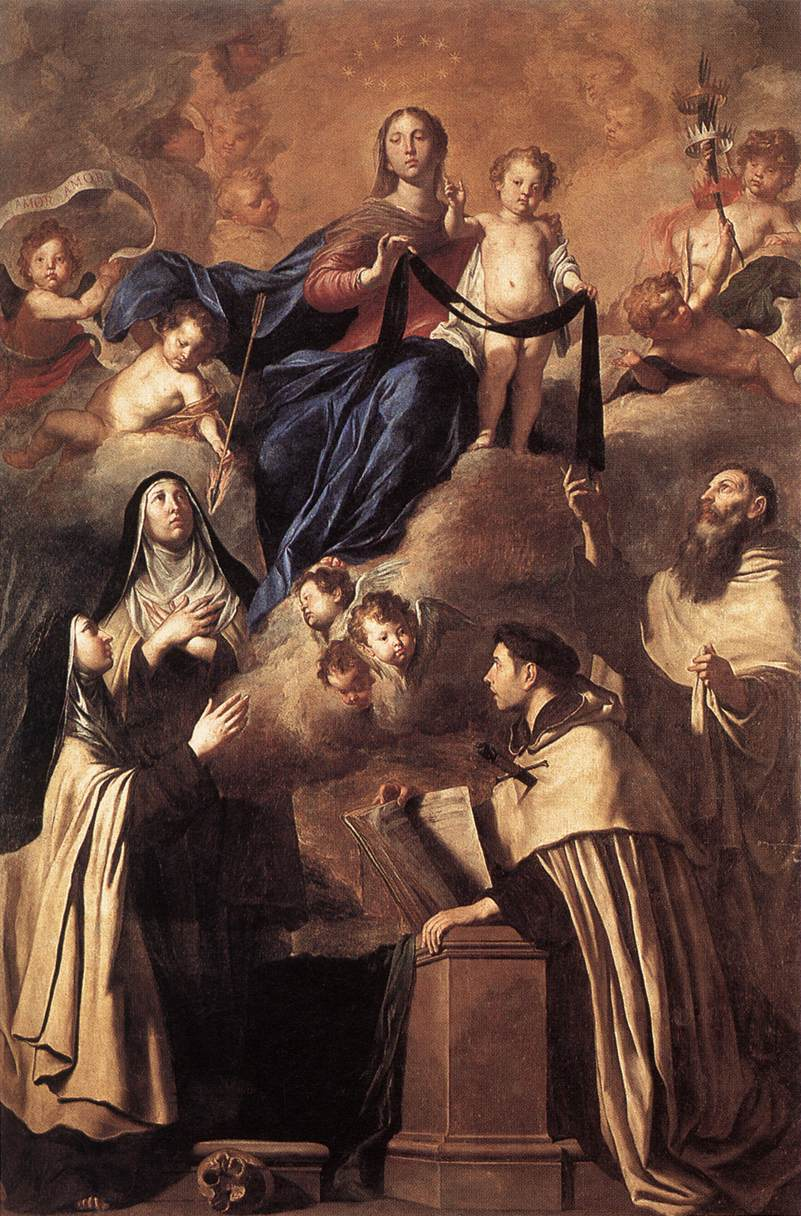
Święci karmelitańscy od lewej: Teresa z Ávili, Maria Magdalena de’ Pazzi, Św. Anioł Jerozolimski, Szymon Stock z Patronką Zakonu

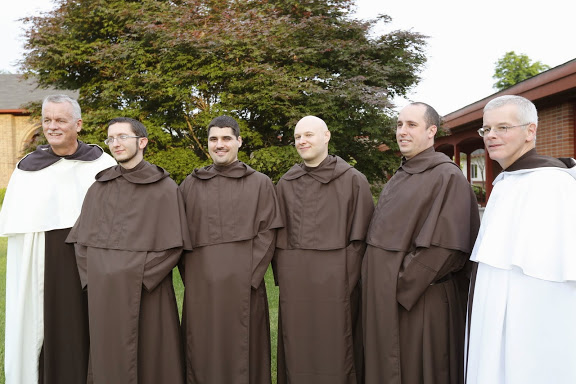
karmelici w habitach i płaszczach chórowych

Ważną rolę w tych początkach odegrali Bertold z Kalabrii i Aymerik de Melefaida. Św. Bertold przybył do Ziemi Świętej wraz z II krucjatą (1147-1149), a po jej zakończeniu schronił się na Górze Karmel. Działalność Aymerika i św. Bertolda miała swój konkretny cel – z samotnie żyjących pustelników stworzyć wspólnotę. Ponieważ Aymeriko jako legat Stolicy Apostolskiej był Patriarchą w Antiochii, ustanowił św. Bertolda pierwszym przeorem wspólnoty pustelników. W tym też czasie powstał pierwszy klasztor oraz kaplica poświęcona Błogosławionej Dziewicy Maryi. Następcą św. Bertolda był Brokard. Wtedy to, między rokiem 1206 a 1214, pustelnicy z Karmelu poprosili św. Alberta, łacińskiego patriarchę Jerozolimy, aby dał im regułę postępowania zgodną ze sposobem życia, który dotychczas prowadzili. Ta krótka reguła postępowania (zwana też „formułą życia”) stała się zaczątkiem Reguły Karmelitańskiej; została zatwierdzona przez papieża Honoriusza III w 1226 roku, a później, gdy zakon przeniósł się do Europy, adaptowana do nowych warunków przez papieża Innocentego IV w 1247 roku.

Początkowo wydawało się, że Zakon pozostanie w Palestynie, gdzie się narodził. Sytuacja polityczna Ziemi Świętej zmieniła się jednak bardzo szybko i na skutek krwawych prześladowań ze strony muzułmanów zakonnicy musieli opuścić górę Karmel. Ci, którzy pozostali, zginęli śmiercią męczeńską. Klasztor na górze Karmel spłonął – karmelici wrócili do Palestyny dopiero w XVII wieku. Jako datę oficjalnej emigracji do Europy przyjmuje się rok 1238. Pierwszym miejscem docelowym była Sycylia, a potem południowa Francja i Anglia.

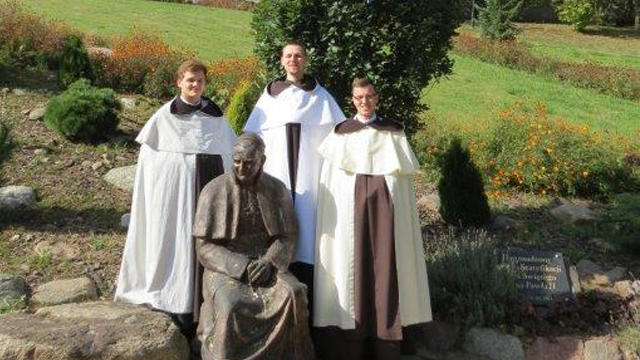
Nowicjusze karmelitańscy po obłóczynach, Kościół Matki Bożej Bolesnej w Oborach

W roku 1452, za sprawą św. Jana Soretha powstał żeński zakon karmelitanek (II Zakon karmelitański).
Po podbiciu Ziemi Świętej przez Imperium Osmańskie karmelici przenieśli się na Cypr, a następnie do Europy Zachodniej. Głównym przedmiotem reform w XV i XVI wieku był powrót do źródeł, czyli życia, jakie prowadzili na początku pustelnicy na zboczach Karmelu. Przeprowadzono kilka reform, z których na największą uwagę zasługują: reforma w Mantui, Albi oraz reforma św. Teresy z Ávili przeprowadzona w 1562 roku w atmosferze soboru trydenckiego. Reforma ta dotyczyła najpierw klasztoru żeńskiego św. Józefa w Ávili, a w 1578 roku objęła także klasztor męski w Duruelo (Hiszpania). W wiekach późniejszych złagodzono regułę tak, by był możliwy kontakt ze światem świeckim (między innymi obecność w życiu uniwersyteckim). Reformy zakonu dokonali – św. Teresa z Ávili i św. Jan od Krzyża, w wyniku czego powstał zakon karmelitów bosych – pozostali byli nazywani przez jakiś czas, zwłaszcza w Polsce „karmelitami trzewiczkowymi”.

## Karmelici w Polsce
Do Polski karmelici zostali sprowadzeni w 1397 r. przez Jadwigę Andegaweńską i Władysława II Jagiełłę. Początkowo mieli klasztory w Krakowie, Płońsku, Bydgoszczy i Poznaniu, które należały do prowincji niemieckiej, a od 1441 r. do czeskiej. Pod koniec panowania dynastii Jagiellonów posiadali już 11 klasztorów. Szczególny rozkwit przypadł na wiek XVII i XVIII. Od roku 1536 datuje się początek samodzielnej prowincji polskiej. Sto pięćdziesiąt lat później Rzeczpospolita posiadała już dwie prowincje (1687 r.): małopolską i litewsko-ruską. W wieku XVIII karmelici posiadali aż 86 klasztorów w pięciu prowincjach. XIX wiek nie był jednak dla tych prowincji łaskawy. Wydarzenia polityczne, konsekwencje rozbiorów, powstania i represje popowstaniowe stały się przyczyną kasaty prawie wszystkich klasztorów. Pozostałe utworzyły istniejącą obecnie jedną prowincję. Wśród wybitnych polskich karmelitów byli m.in.: Marek Jandołowicz, Marcin Jurewicz, Bartłomiej Bużewski, bł. Hilary Januszewski, o. Albert Urbański, o. Wincenty Kruszewski. 
Obecnie polska prowincja karmelitów liczy 12 klasztorów, z których 10 jest w Polsce (Baborów, Chyżne, Gdańsk, Kraków, Lipiny, Lublin, Obory, Pilzno, Trutowo i Wola Gułowska oraz 2 na Ukrainie (Sąsiadowice i Włodzimierz Wołyński). Kuria prowincji i seminarium duchowne znajdują się w Krakowie. 

## Strój karmelitów
Strój karmelitów składa się z tuniki z pasem koloru brązowego oraz szkaplerza i kaptura tegoż koloru. W określonych okolicznościach np. msza święta, Liturgia Godzin I klasy zakłada się biały płaszcz z kapturem.

## Ryt karmelitański
Karmelici posiadali własny ryt mszy świętej, tzw. ryt jerozolimski lub rzymsko-paryski. Karmelici dawnej obserwancji używali go aż do 1969 roku, czyli do przyjęcia nowego Mszału Rzymskiego.